# 湯村山
湯村山（ゆむらやま）は、山梨県甲府市にあり、奥秩父山地の南端部に位置する山である。標高は446メートル。甲府名山のひとつ。

## 概要
JR中央本線甲府駅より北西方向に直線で約1.8㎞の距離に位置し、南面にある山頂からは市内を見下ろすことができる。
登山道は一部アスファルト舗装されるなど整備されており、ハイキングコースとして多くの市民に親しまれている。
緑が丘スポーツ公園横の登山道入り口から20分程度で、湯村山山頂と千代田湖方面への分岐点に至る。そこから10分程度登ると山頂に到着する｡また、湯村町から登るルートもある。

## 歴史
大永3（1523）年、武田信虎が山頂に山城（湯村山城）を築いている。甲府盆地一帯を見渡すことができる立地を活かし、監視や情報収集といった役目を担っていたと考えられる。現在では井戸跡など僅かな遺構が見られるほか、当時の烽火台（狼煙台）が再建されている。
また、ハイキングコースの途中には積石塚古墳が複数存在している。

## 隣接する山
- 法泉寺山
- 八王子山

## 温泉
- 信玄の湯 湯村温泉